# United States House Committee on Foreign Affairs
Das United States House Committee on Foreign Affairs (deutsch: Ausschuss für auswärtige Angelegenheiten) ist ein ständiger Ausschuss des Repräsentantenhauses der Vereinigten Staaten. Der Ausschuss befasst sich mit Gesetzesentwürfen und Untersuchungen, die mit den internationalen Beziehungen der Vereinigten Staaten in Verbindung stehen. Derzeitiger Vorsitzender ist Michael Thomas McCaul (R-TX), Oppositionsführer (Ranking Member) ist Gregory Weldon Meeks (D-NY).

## Geschichte
Er wurde 1775 als Committee of Secret Correspondence gegründet, 1777 erhielt er seinen heutigen Namen. Im Jahr 1822 wurde der Ausschuss formal zu einem ständigen ernannt.

## Mitglieder im 118. Kongress

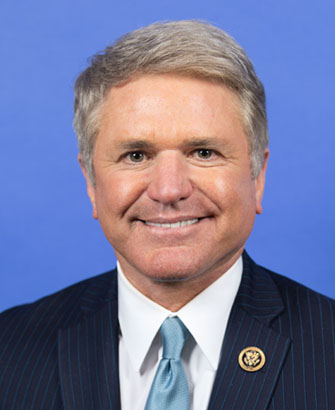
Michael McCaul, derzeitiger Vorsitzender des Ausschusses für auswärtige Angelegenheiten

Im 118. Kongress besteht der Ausschuss aus 27 Republikanern und 24 Demokraten.
Der ranghöchste Republikaner im Gremium ist der Ausschussvorsitzende (Chairman) Michael Thomas McCaul. Der höchste Demokrat und damit Ranking Member ist Gregory Weldon Meeks. Der Ausschuss hat sieben Unterausschüsse.
| Republikaner | Demokraten |
| --- | --- |
| - Michael Thomas McCaul, Chairman - Christopher Henry Smith - Addison Graves Wilson Sr. - Scott Gordon Perry - Darrell Edward Issa - Ann Louise Wagner - Brian Jeffery Mast - Kenneth Robert Buck - Timothy Floyd Burchett - Mark Edward Green - Garland Hale Barr IV - Ronny Lynn Jackson - Young Oak Kim - María Elvira Salazar - William Patrick Huizenga - Aumua Amata Catherine Coleman Radewagen - James French Hill - Warren Earl Davidson - James Richard Baird - Michael George Glen Waltz - Thomas Howard Kean Jr. - Michael Vincent Lawler - Cory Mills - Richard Dean McCormick - Nathaniel Quentin Moran - John Edward James - Keith Alan Self | - Gregory Weldon Meeks, Ranking Member - Bradley James Sherman - Gerald Edward Connolly - William Richard Keating - Amerish Babulal Bera - Joaquín Castro - Alice Constandina Titus - Ted W. Lieu - Susan Ellis Wild - Dean Benson Phillips - Ilhan Abdullahi Omar - Colin Zachary Allred - Abigail Davis Spanberger - Christina Marie Houlahan - Andrew Kim - Sara Josephine Jacobs - Kathy Ellen Manning - Sheila Cherfilus-McCormick - Gregory John Stanton - Madeleine Dean Cunnane - Jonathan Luther Jackson - Sydney Kamlager-Dove - James Manuel Costa - Jason A. Crow - Bradley Scott Schneider - vakant |

## Unterausschüsse
| Subcommittee                                                        | Übersetzung                                                                      | Chair (Vorsitz)           | Ranking Member          |
| ------------------------------------------------------------------- | -------------------------------------------------------------------------------- | ------------------------- | ----------------------- |
| Africa                                                              | Afrika                                                                           | John Edward James         | Sara Josephine Jacobs   |
| Europe                                                              | Europa                                                                           | Thomas Howard Kean Jr.    | William Richard Keating |
| Global Health, Global Human Rights, and International Organizations | weltweite Gesundheit, weltweite Menschenrechte und Internationale Organisationen | Christopher Henry Smith   | Susan Ellis Wild        |
| Indo-Pacific                                                        | Indo-Pazifik                                                                     | Young Oak Kim             | Amerish Babulal Bera    |
| Middle East, North Africa, and Central Asia                         | Mittlerer Osten, Nordafrika und Zentralasien                                     | Addison Graves Wilson Sr. | Dean Benson Phillips    |
| Oversight and Accountability                                        | Aufsicht und Rechenschaft                                                        | Brian Jeffery Mast        | Jason A. Crow           |
| Western Hemisphere                                                  | westliche Hemisphähre                                                            | María Elvira Salazar      | Joaquín Castro          |

## Mitglieder im 117. Kongress

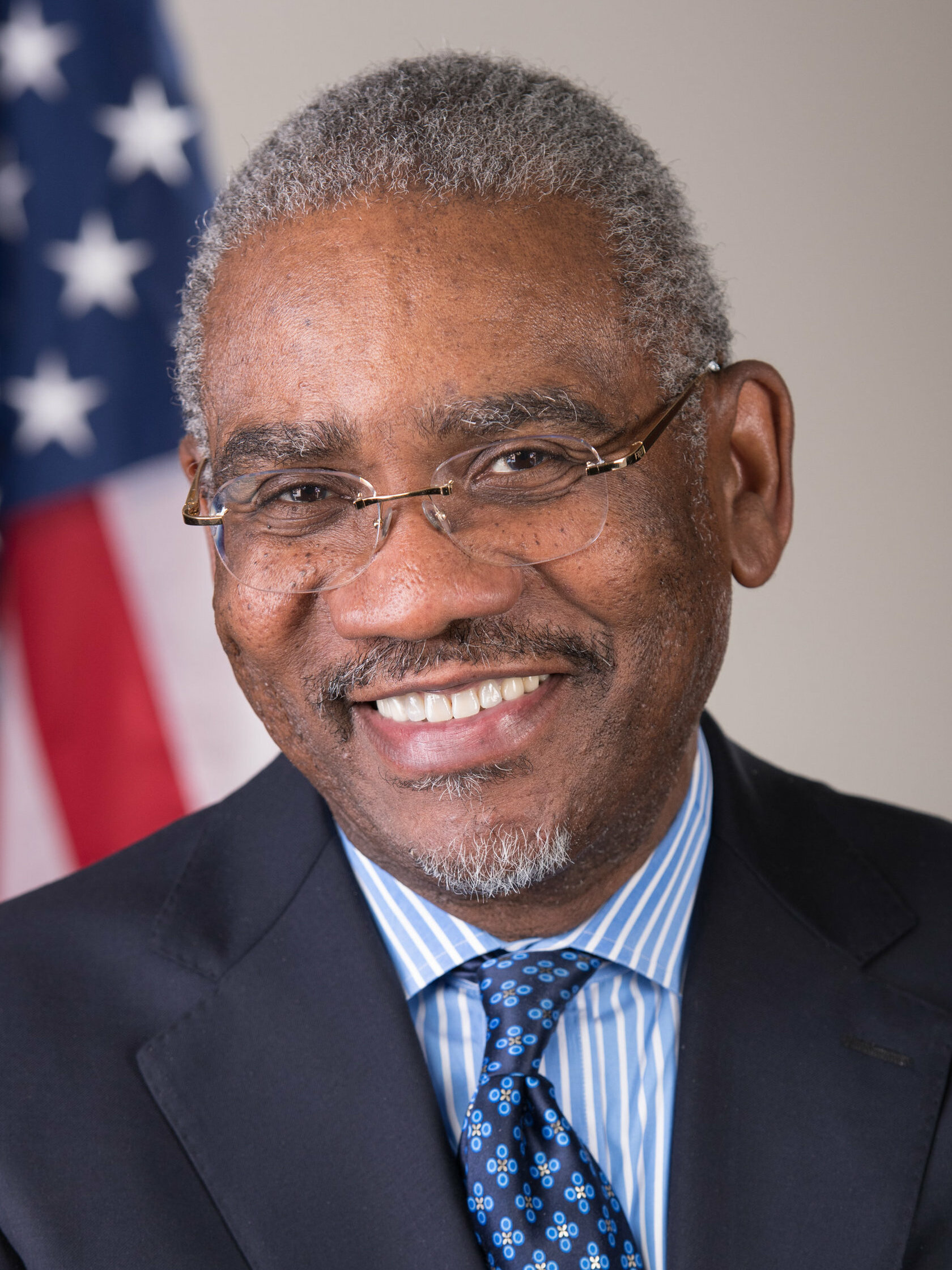
Gregory Meeks, derzeitiger Vorsitzender des Ausschusses für auswärtige Angelegenheiten

Im 117. Kongress bestand der Ausschuss aus 27 Demokraten und 24 Republikanern. Der Ranghöchster Demokrat im Gremium war der Ausschussvorsitzende (Chairman) Gregory Weldon Meeks. Der höchste Republikaner und damit Ranking Member war Michael Thomas McCaul. Der Ausschuss hatte sechs Unterausschüsse.
| Demokraten | Republikaner |
| --- | --- |
| - Gregory Weldon Meeks, Chairman - Bradley James Sherman - Albio B. Sires - Gerald Edward Connolly - Theodore Eliot Deutch - Karen Ruth Bass - William Richard Keating - David Nicola Cicilline - Amerish Babulal Bera - Joaquín Castro - Alice Constandina Titus - Ted W. Lieu - Susan Ellis Wild - Dean Benson Phillips - Ilhan Abdullahi Omar - Colin Zachary Allred - Andrew Saul Levin - Abigail Davis Spanberger - Christina Marie Houlahan - Tomasz P. Malinowski, Vice Chairman - Andrew Kim - Sara Josephine Jacobs - Kathy Ellen Manning - Sheila Cherfilus-McCormick - James Manuel Costa - Juan Carlos Vargas - Vicente González junior - Bradley Scott Schneider | - Michael Thomas McCaul, Ranking Member - Christopher Henry Smith - Steven Joseph Chabot - Addison Graves Wilson Sr. - Scott Gordon Perry - Darrell Edward Issa - Adam Daniel Kinzinger - Lee Michael Zeldin - Ann Louise Wagnerr, Vice Ranking Member - Brian Jeffery Mast - Brian Kevin Fitzpatrick - Kenneth Robert Buck - Ronald Jack Wright - Timothy Floyd Burchett - Mark Edward Green - Garland Hale Barr IV - William Gregory Steube - Daniel Philip Meuser - Claudia Tenney - August Lee Pfluger II - Nicole Malliotakis - Peter James Meijer - Ronny Lynn Jackson - Young Oak Kim - María Elvira Salazar |

## Unterausschüsse
| Subcommittee                                                                               | Übersetzung                                                                                             | Chair (Vorsitz)         | Ranking Member            |
| ------------------------------------------------------------------------------------------ | --- | ----------------------- | ------------------------- |
| Africa, Global Health, and Global Human Rights                                             | Afrika, weltweite Gesundheit und weltweite Menschenrechte                                               | Karen Ruth Bass         | Christopher Henry Smith   |
| Asia, the Pacific, Central Asia, and Nonproliferation                                      | Asien, der Pazifik, Zentralasien und Nichtweitergabe (von Kernwaffen)                                   | Amerish Babulal Bera    | Steven Joseph Chabot      |
| Europe, Energy, the Environment, and Cyber                                                 | Europa, Energie, Umwelt und Cyber                                                                       | William Richard Keating | Brian Kevin Fitzpatrick   |
| International Development, International Organizations, and Global Corporate Social Impact | Internationale Entwicklung, Internationale Organisationen und gemeinsame weltweite soziale Auswirkungen | Joaquín Castro          | Nicole Malliotakis        |
| Middle East, North Africa, and Global Counterterrorism                                     | Mittlerer Osten, Nordafrika und weltweite Terrorabwehr                                                  | Theodore Eliot Deutch   | Addison Graves Wilson Sr. |
| Western Hemisphere, Civilian Security, Migration, and International Economic Policy        | westliche Hemisphähre, zivile Sicherheit, Migration und Internationale wirtschafts Strategie            | Albio Sires             | Mark E. Green             |